# Tragédia de 9 de abril
A tragédia de 9 de abril, também conhecida como tragédia de Tbilisi, refere-se à violência cometida durante a dispersão de uma manifestação antissoviética em 9 de abril de 1989 em Tbilisi, resultando em 20 mortes e ferindo várias centenas de pessoas, levando à renúncia do governo.
Durante os eventos em Tbilisi, República Socialista Soviética da Geórgia, a manifestação foi brutalmente esmagada pelo Exército Soviético. O dia 9 de abril atualmente é lembrado como o Dia da Unidade Nacional (em georgiano:  ეროვნული ერთიანობის დღე erovnuli ertianobis dghe), um feriado nacional.